# Dasylirion
A Dasylirion egy nemzetség 22 ismert fajjal, melyek mind Mexikóban honosak, emellett három faj az USA délnyugati részén is megtalálható. Az APG III-rendszerben a spárgafélék (Asparagaceae) családjában, a medvefűformák (Nolinoideae) alcsaládjába sorolták (korábban a csodabogyófélék (Ruscaceae) családjába).

## Fajok
Elismert fajok:
1. Dasylirion acrotrichum (Schiede) Zucc.
2. Dasylirion berlandieri S. Wats.
3. Dasylirion cedrosanum Trel.
4. Dasylirion durangense Trel.
5. Dasylirion gentryi Bogler
6. Dasylirion slaucophyllum Hook.
7. Dasylirion graminifolium (Zucc.) Zucc.
8. Dasylirion leiophyllum Engelm. ex Trel. (syn. D. heteracanthum I.M.Johnst.)
9. Dasylirion longissimum Lem.
10. Dasylirion longistylum J.F.Macbr.
11. Dasylirion lucidum Rose
12. Dasylirion miquihuanense Bogler
13. Dasylirion occidentalis Bogler ex Hochstätter
14. Dasylirion palaciosii Rzed.
15. Dasylirion parryanum Trel.
16. Dasylirion quadrangulatum S.Watson
17. Dasylirion sereke Bogler
18. Dasylirion serratifolium (Karw. ex Schult. & Schult.f.) Zucc.
19. Dasylirion simplex Trel.
20. Dasylirion texanum Scheele
21. Dasylirion treleasei (Bogler) Hochstätter
22. Dasylirion wheeleri S.Watson ex Rothr.

### Korábban ide sorolt fajok
- Nolina bigelovii (Torr.) S.Watson (korábban Dasylirion bigelovii Torr.)[7]

## Fordítás
Ez a szócikk részben vagy egészben  a   Dasylirion című angol Wikipédia-szócikk ezen változatának fordításán alapul.  Az eredeti cikk szerkesztőit annak laptörténete sorolja fel. Ez a jelzés csupán a megfogalmazás eredetét és a szerzői jogokat jelzi, nem szolgál a cikkben szereplő információk forrásmegjelöléseként.